# Phylloscopus calciatilis
Phylloscopus calciatilis é uma espécie de ave da família Phylloscopidae. Pode ser encontrada no centro e norte do Laos e Vietnã, e talvez no sul da China. A espécie é similar em aparência ao Phylloscopus ricketti, só que de menor tamanho e com com as asas mais arredondadas.